# Linda Kasabian
Linda Kasabian (ur. jako Linda Darlene Drouinur 21 czerwca 1949 w Biddeford, zm. 21 stycznia 2023) – członkini Rodziny Charlesa Mansona, główny świadek w procesie grupy oskarżonej o pięć morderstw w willi Romana Polańskiego w Beverly Hills 8 sierpnia 1969 roku.

## Życiorys
Linda dorastała w zwyczajnej rodzinie w Milford w New Hampshire. Jej wczesną młodość zakłócił rozwód rodziców i ponowny ślub matki. Jej złe stosunki z ojczymem spowodowały, że Linda postanowiła w wieku 16 lat opuścić dom i wyruszyć w podróż po Stanach Zjednoczonych „w poszukiwaniu Boga”, jak mówiła. Co jakiś czas dołączała do hippisowskich komun. Efektem tych przygód były dwa małżeństwa. Drugi związek, z pochodzącym z Armenii Robertem Kasabianem, zaowocował urodzeniem córki Tanyi w 1968 roku. Po chwilowym kryzysie małżeńskim i krótkim rozstaniu rodzina Kasabian zamieszkała w komunie hippisów w Topanga w Kalifornii. Tam jednak małżeństwo Lindy i Roberta uległo ostatecznemu rozpadowi. On postanowił udać się w podróż po Ameryce Południowej, ona zaś za namową przyjaciółki Catherine Share udała się na ranczo Spahn niedaleko Los Angeles, aby dołączyć do rzekomo idyllicznej komuny, która na ranczu miała się odizolować od społecznych niepokojów. Tam poznała Charlesa Mansona.

## RodzinaCharlesa Mansona
W grupie przyjęto ją bardzo serdecznie. Już pierwszego dnia poznała Mansona. W późniejszych zeznaniach opisywała to spotkanie jako bardzo emocjonalne wydarzenie. Jego samego porównywała do Chrystusa. W krótkim czasie stała się jedną z jego kochanek. Szybko też weszła na drogę przestępstwa. Rodzajem inicjacji w Rodzinie było włamywanie się do domów podczas snu jego właścicieli i okradanie ich. 8 sierpnia 1969 roku Manson i jego grupa posunęli się o krok dalej. W willi Romana Polańskiego w Beverly Hills zamordowali żonę reżysera Sharon Tate będącą w 9. miesiącu ciąży, Abigail Folger, Wojciecha Frykowskiego, Jaya Sebringa oraz nastoletniego znajomego dozorcy, Stevena Parenta. Linda Kasabian nie brała bezpośrednio udziału w morderstwach. Stała przed domem i pilnowała, by nikt niepożądany nie nadjechał, miała też zatrzeć ślady w razie niepożądanych komplikacji. W późniejszych zeznaniach szczegółowo opisywała swoje wrażenia z tamtej nocy.

Usłyszałam przeraźliwe krzyki. Zaczęłam biec w stronę domu. Chciałam ich powstrzymać. Wiedziałam że oni ich zabijają. Chciałam ich powstrzymać! (…) Przez drzwi wybiegł mężczyzna (Frykowski) i stanął na podjeździe. Całą twarz miał we krwi. Popatrzyłam na niego przez chwilę i pomyślałam «Boże, przepraszam! Boże, powstrzymaj ich!». W tym samym momencie mężczyzna przewrócił się na ziemię. Wtedy Watson (jeden z ważniejszych członków grupy) skoczył na niego z nożem i zadźgał go na śmierć.

Linda próbowała rzekomo przerwać masakrę, wzniecając fałszywy alarm o nadchodzących ludziach zaalarmowanych hałasem. Nie odniosło to jednak skutku.
Następnej nocy grupa Charlesa Mansona postanowiła zamordować małżeństwo przedsiębiorców Leno i Rosemary LaBianca. Linda Kasabian miała spełniać podobną rolę strażnika jak poprzedniej nocy. Morderstwa miały podobne ideologiczne podłoże jak poprzednie.
Tej samej nocy Linda miała uczestniczyć w morderstwie aktora libańskiego pochodzenia Saladina Nadera w jego domu w Venice Beach. Jej zadaniem było wywabienie ofiary z domu. Linda pomyliła jednak adresy i zapukała w niewłaściwe drzwi. Do morderstwa ostatecznie nie doszło. Dwa dni później uciekła ze Spahn i wróciła do matki do New Hampshire.

## Świadek
Śledztwo w sprawie morderstw szybko doprowadziło do ujęcia większości członków grupy Mansona. Linda Kasabian w zamian za uniewinnienie złożyła obszerne zeznania obciążające lidera grupy, a także m.in. Texa Watsona i Susan Atkins, która również poszła na układ ze śledczymi, ale udowodniono jej kłamstwa podczas przesłuchania. Obrońcy oskarżonych próbowali zdyskredytować zeznania Lindy, zarzucając jej nadużywanie narkotyków i chorobę psychiczną. Mimo to jej zeznania doprowadziły do skazania wszystkich oskarżonych, m.in. Charlesa Mansona na karę śmierci, którą później zamieniono na dożywocie.